# Rio Câlnic (Tismana)
O Rio Câlnic é um rio da Romênia, afluente do Rio Tismana, localizado no distrito de Gorj.